# Dones a Angola
Les dones d'Angola són unes 15.568.315 dones (2018) i representen el 50,5% (2018) de la població d'Angola.
Tot i que pràcticament no existia cap investigació sobre el paper de la dona en la societat angolesa a finals de la dècada del 1980, hi ha algunes generalitats que es podrien elaborar. A les zones rurals d'Angola, com en moltes economies africanes, la majoria de la població es dedica a activitats agrícoles. Les dones realitzen gran part del treball agrícola. El matrimoni implica generalment interessos familiars, polítics i econòmics, així com consideracions i guanys personals. La llar és la unitat de producció més important i normalment està composta per diverses generacions. Les dones creixen i preparen la major part del menjar per a la llar i realitzen tota la resta de treballs domèstics.
A causa del seu paper important en la producció d'aliments, les dones comparteixen una situació relativament igual amb els homes, que passen gran part del seu temps caçant o cuidant bestiar.

## Drets de les dones
Els governs generalment aproven lleis i signen tractats que semblen excel·lents sobre el paper, però que en realitat no tenen cap impacte en la realitat per als ciutadans del país. El repte de transformar les normes legals en canvis de comportament és enorme; el setembre de 2007, Angola va ratificar la Carta africana sobre els drets humans i dels pobles sobre els drets de les dones a l'Àfrica, més coneguda com a Protocol de Maputo. Aquest mecanisme de drets humans garanteix una àmplia gamma de drets per a les dones i demana posar fi a la violència de gènere i la discriminació contra les dones, ja que des de la seva ratificació, els grups de dones i les organitzacions locals d'Angola han estat treballant dur per consagrar els drets del Protocol de Maputo, una realitat per a les dones angoleses.

## Treball
Les dones angoleses ja ocupen un lloc destacat a la societat, tot i els grans reptes, és possible veure dones en llocs de presa de decisions, líders en esglésies de diferents grups religiosos, líders d'organitzacions de la societat civil, empresàries, i fins i tot emprenedores, segons Verónica Sapalo, de la Plataforma Mulheres em Ação (Plataforma Dones en Acció).

## Política
Abans de la independència d'Angola, l'OMA (Organització de Dones Angoleses) va ser fonamental per mobilitzar el suport polític al MPLA entre milers de refugiats angolesos. Després de la independència, i sobretot després de la creació del MPLA-PT el 1977, les organitzacions de masses van passar a un control estricte del partit i se’ls va donar el paper d'intermediaris entre el MPLA-PT i la població.
La participació de les dones al govern no ha augmentat proporcionalment com la participació en altres països amb entorns polítics similars, però des de la dècada del 1980 s'han promulgat polítiques favorables a les dones. Tal com s'indica al Projecte de quotes de 2012, l'Assemblea Nacional estava formada per un 35% de dones, i el nombre de jutgeses al Tribunal Constitucional d'Angola era de 4 en 11. Els mitjans angolesos també són els culpables dels rols de gènere estereotipats presents a l'actual Angola. Un exemple d'això es troba el programa Miss Angola, molt publicitat, avalat per moltes províncies d'Angola que gasten grans sumes de diners en la promoció de l'esdeveniment.
Un altre programa creat pel govern angolès per elevar l'estatus de les dones és el Ministeri de la Família i la Dona, un grup que va ajudar a separar els temes de les dones de l'agenda política. No obstant això, fins i tot amb nous programes com aquests, s'ha avançat poc per institucionalitzar programes adequats per reformar qüestions, com ara les taxes de vot i la consciència de l'embaràs. El Ministeri de la Família i la Dona continua sent un dels programes amb més fons a Angola, donant poc espai per ampliar o produir resultats tangibles. Actualment hi ha un 26% de dones a l'Assemblea Nacional d'Angola; de les 18 províncies que té el país, només hi ha dues governadores, algunes ministres i algunes secretàries d'Estat.

## Salud
Angola té una elevada taxa de mortalitat per càncer de mama, atribuïda al desconeixement dels símptomes que condueix a un diagnòstic tardà. En una enquesta a 595 estudiants universitaris, aproximadament el 65% desconeixia que el càncer de mama era un dels càncers més mortals de l'Àfrica subsahariana i menys d'un 35% sabia que també podia afectar els homes. S'està avançant en l'ús de les universitats i les xarxes socials populars per ensenyar als estudiants sobre consciènciació i autoexploració mamària, cosa que els estudiants també van admetre que no coneixien.

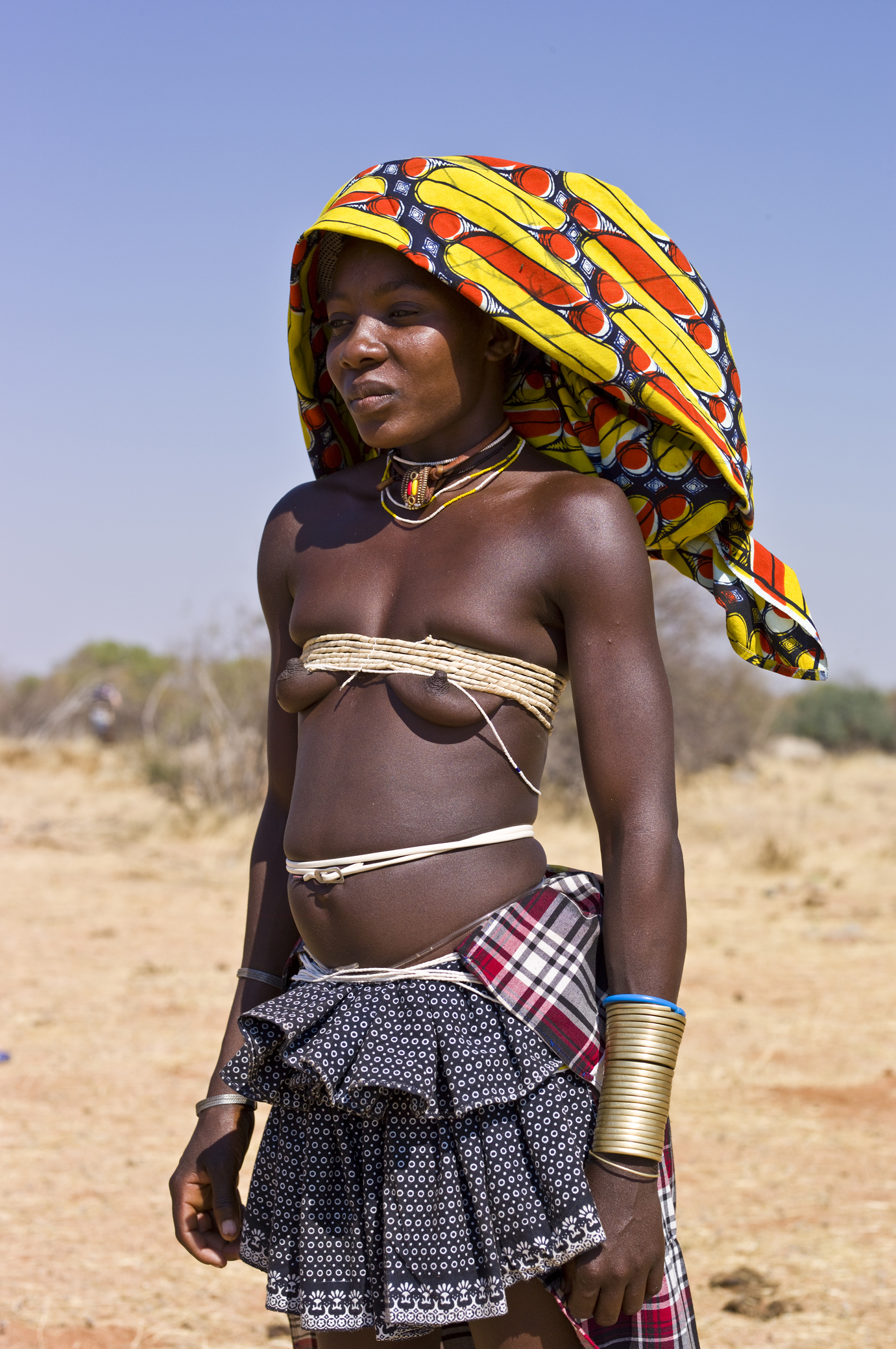
Dona mucubal
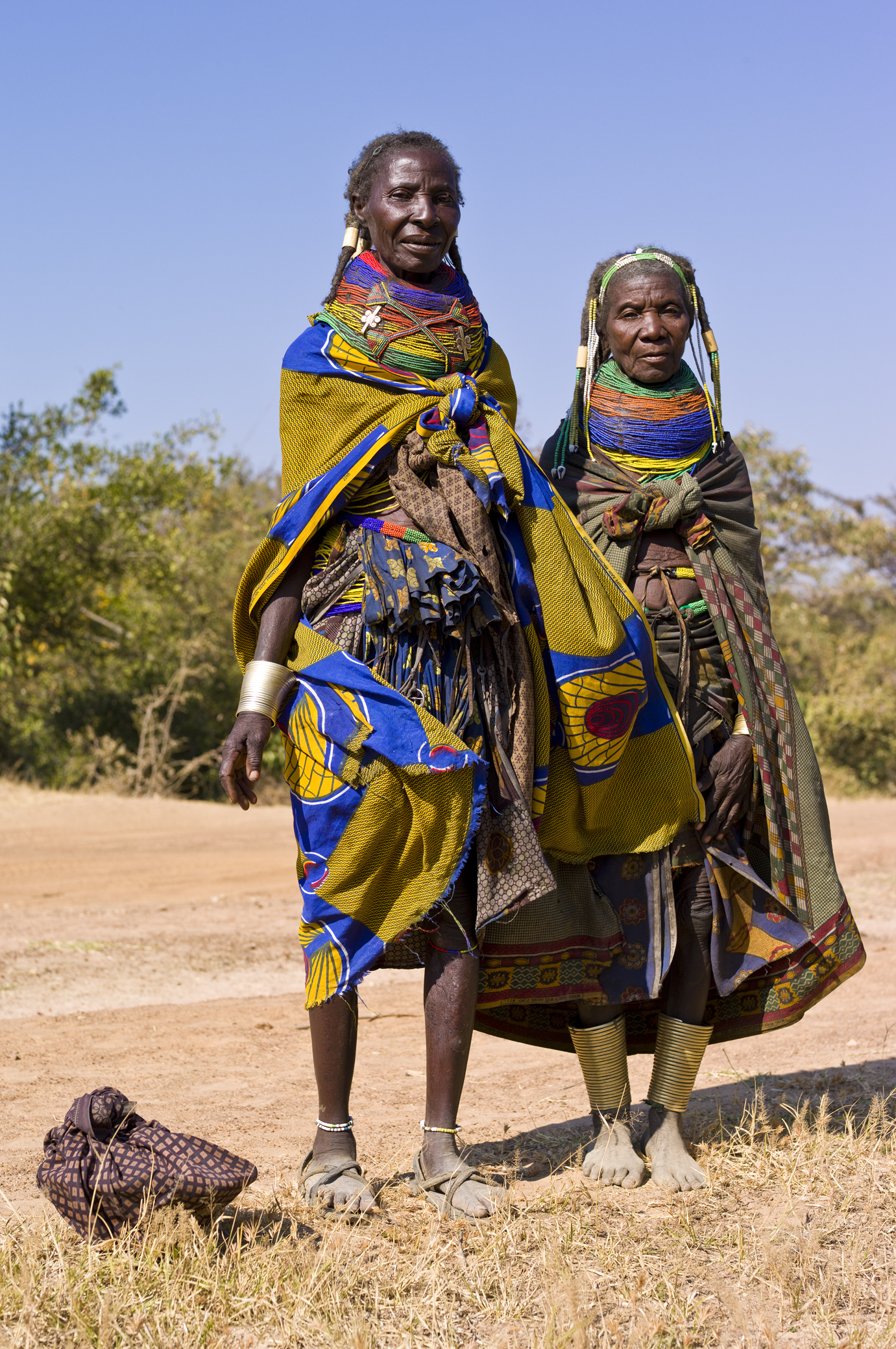
Dones muhuila
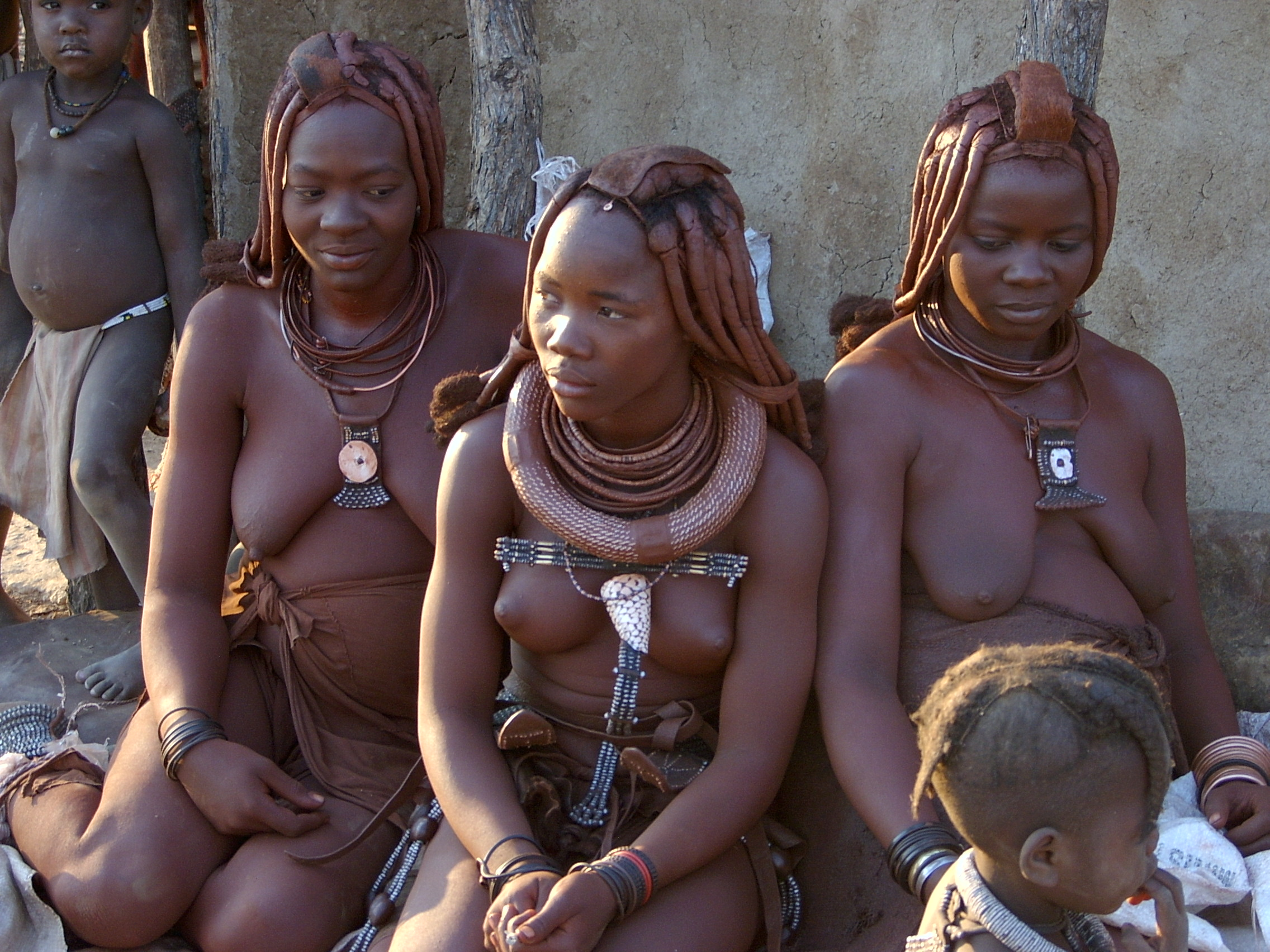
Dones himba

El 2017, una manifestació de dones va exigir la despenalització de l'avortament a Angola, i va protestar per la llei que podia criminalitzar totalment la pràctica al país (fins aleshores, el codi penal d'Angola només autoritzava l'avortament en casos específics, com ara quan perillava la vida de la mare, la inviabilitat del fetus, i la violació que dona lloc a l'embaràs). El 24 de gener de 2019, el Parlament d'Angola va aprovar un nou codi penal, sense canvis en la qüestió de l'avortament; la discussió sobre l'avortament va ser una de les més controvertides i va provocar que el codi penal no s'aprovés a la legislatura anterior, que va acabar el 2017, a causa de la manca de suport de la força d'oposició més gran, la Unió Nacional per a la Independència Total d'Angola (UNITA). Finalment, es va decidir que el nou marc legal penalitzaria de dos a vuit anys de presó quan es practiqui l'avortament fora dels casos previstos: perill per a la vida o la salut de la mare o del fetus i per violació; en algunes versions anteriors del projecte de llei, fins i tot es preveia l'avortament gratuït fins a les deu setmanes de gestació.

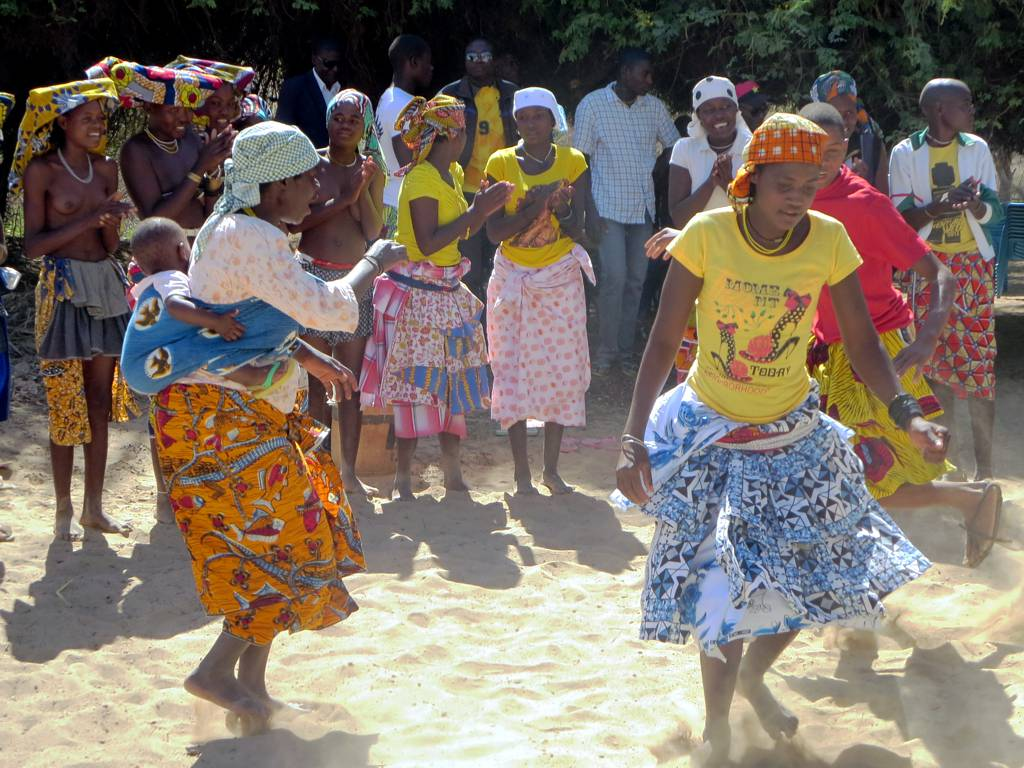
Dones angoleses ballant una dansa tradicional
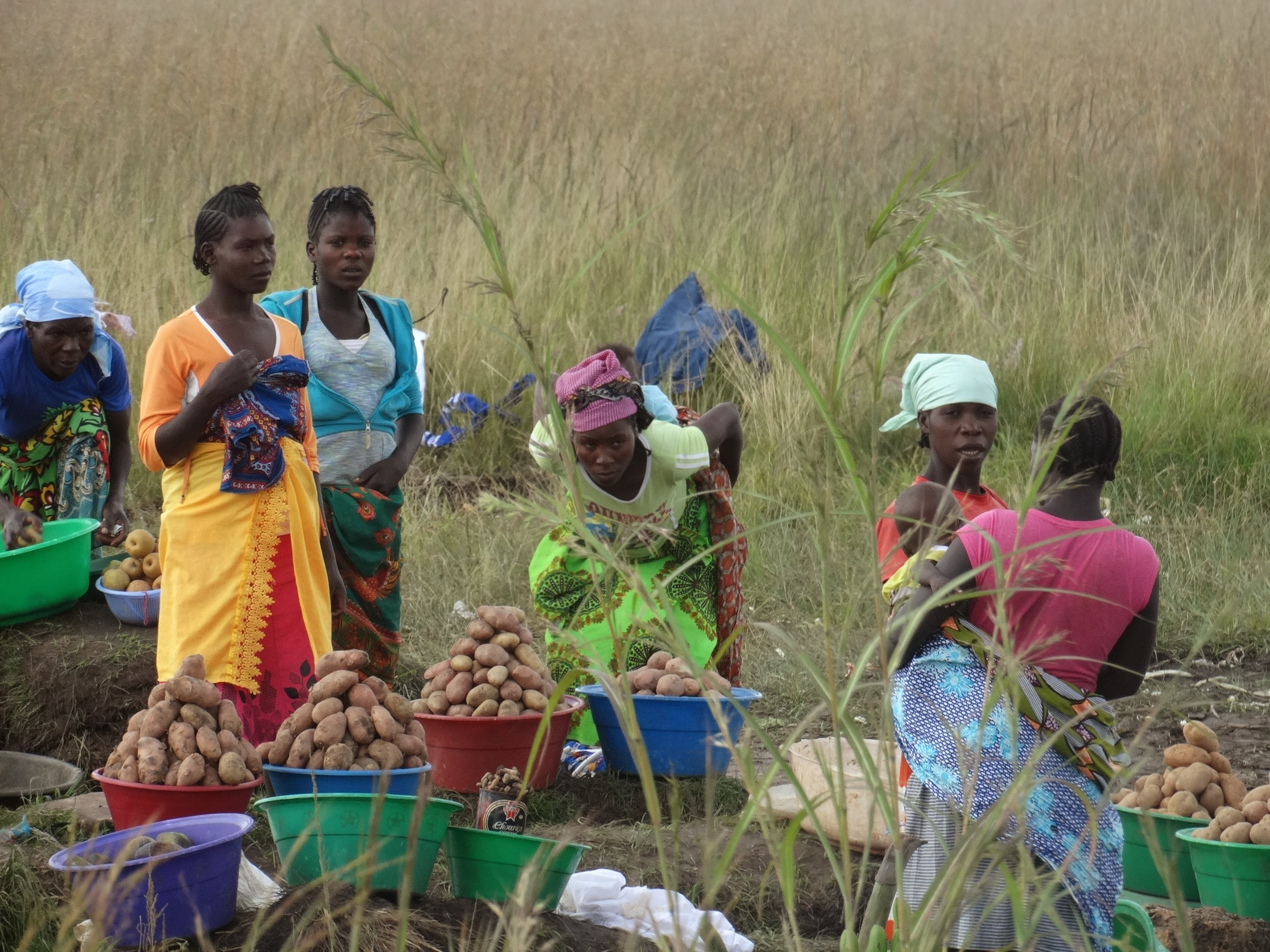
Pageses venen patates
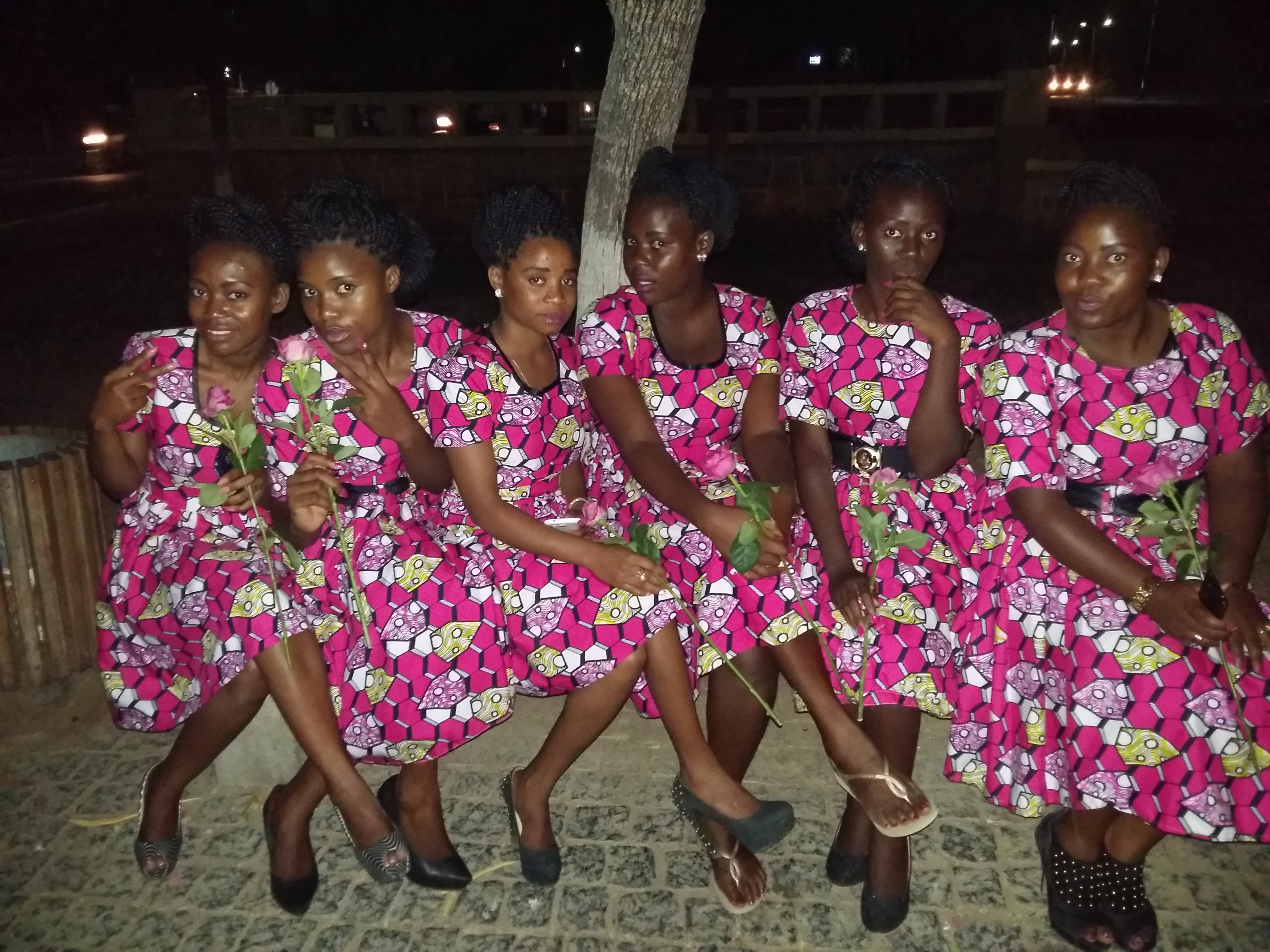
Noies seleccionades com a dames d'honor per a un casament

S'ha calculat que gairebé 25 milions d'adults i nens vivien amb el VIH a l'Àfrica subsahariana a finals del 2005. Durant el 2005, es calcula que dos milions de morts relacionades amb la sida es van produir a l'Àfrica, deixant enrere uns dotze milions d'orfes. Un estudi de gairebé 2000 individus el 2005 mostra que els programes d'intervenció que promouen l'ús del preservatiu són molt eficaços per reduir aquest nombre, abordant els mites comuns entorn del control de la natalitat.

## Angoleses destacades
- Adelina Chilica (política)
- Adriana Alves (esportista)
- Albina Africano (política)
- Alda Lara (escriptora)
- Amália Maria Alexandre (política)
- Amélia Calumbo Quinta (política)
- Amélia Judith Ernesto (política)
- Amélia Veiga (escriptora)
- Amilna Estêvão (model)
- Ana de Santana (escriptora)
- Ana Gonçalves (esportista)
- Ana Isabel Elias (esportista)
- Ana Liliana Avião (model)
- Ana Martins (esportista)
- Ana Ndala Fernando (política)
- Ana Paula Ribeiro Tavares (escriptora)
- Ana Sofia Nóbrega (esportista)
- Anabela Caiovo Gunga (política)
- Anália de Victória Pereira (política)
- Ângela Cardoso (esportista)
- Angélica Nené Curita (política)
- Ansia Camuanga Correia (política)
- Antónia Moreira (esportista)
- Astrida Vicente (esportista)
- Birgite dos Santos (model)
- Carla Fernandes (esportista)
- Catarina Camufal (esportista)
- Catarina Sousa (esportista)
- Cristina Matiquite (esportista)
- Delfina Cassinda (esportista)
- Deolinda Kinzimba (cantant)
- Dulce Braga (escriptora)
- Elsa Freire (esportista)
- Esperança Gicaso (esportista)
- Felismina Cavela (esportista)
- Felizarda Jorge (esportista)
- Filomena Embaló (escriptora)
- Fineza Eusébio (esportista)
- Gabriela Antunes (escriptora)
- Guilhermina da Cruz (esportista)
- Helga Vieira (esportista)
- Irene Gonçalves (esportista)
- Isabel Ferreira (escriptora)
- Isménia Júnior (model)
- Italee Lucas (esportista)
- Jandira Sassingui Neto (cantant)
- Jurema Ferraz (model)
- Kimpa Vita (política)
- Lauriela Martins (model)
- Lesliana Pereira (model)
- Lília da Fonseca (escriptora)
- Liliana Neto (esportista)
- Lisa Castel (escriptora)
- Lourdes Van-Dúnem (cantant)
- Luísa Baptista (model)
- Luísa Tomás (esportista)
- Luzia Simão (esportista)
- Madalena Felix (esportista)
- Marcelina Vahekeni (model)
- Maria Borges (model)
- Maria Celestina Fernandes (escriptora)
- Maria Haller (activista)
- Mariana Henriques (esportista)
- Micaela Reis (model)
- Michele Pessoa (esportista)
- Nacissela Maurício (esportista)
- Nádia Cruz (esportista)
- Nadir Manuel (esportista)
- Neide Dias (esportista)
- Neide Van-Dúnem (cantant)
- Nelsa Alves (model)
- Nguendula Filipe (esportista)
- Paula Nascimento (arquitecte)
- Rosa Gala (esportista)
- Sharam Diniz (model)
- Sónia Ndoniema (esportista)
- Stiviandra Oliveira (model)
- Wanda Ramos (escriptora)
- Whitney Shikongo (model)
- Zuleica Wilson (model)